# Церква святого Онуфрія (Рукомиш)
Церква святого Онуфрія — мурована культова споруда в селі Рукомиші поблизу Бучача. Діючий парафіяльний храм Православної церкви України, раніше — Української автокефальної православної церкви, перед цим — Греко-католицької церкви. Збудована коштом вірян Руської унійної церкви (нині — УГКЦ). У церкві зберігається скульптура святого Онуфрія Великого XVIII століття — як вважають, роботи славетного Йогана-Георга Пінзеля.

## Історія

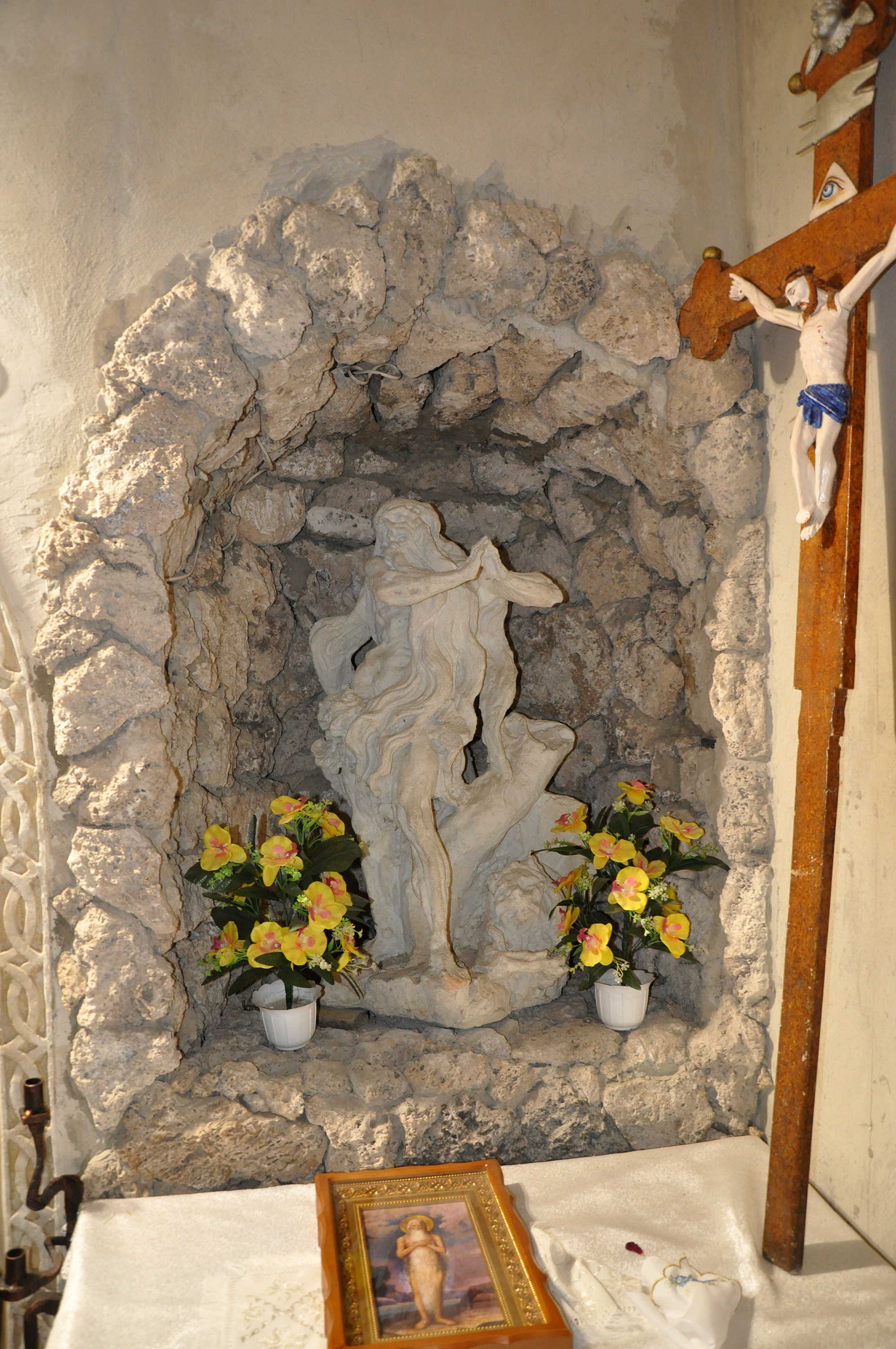
Скульптура святого Онуфрія

Збудована в XVI столітті. Теперішній храм у 1768 році посвятив декан о. Хадзинський. Дідич Микола Василь Потоцький 1756 року подарував храму дзвін.
Закритий більшовицькою владою 1953 року.
30 липня 2012 камені із розташованої поруч травертинової скелі обвалилися на храм, проламали півтораметрову стіну і дивом зупинилися біля унікальної скульптури святого Онуфрія, що пов'язують з появою тріщин у скелях після проведення вибухів під час будівництва об'їзної дороги поблизу Бучача.